# 지규만
지규만(1943년 ~ 2024년 3월 25일)은 대한민국의 교수이다.

## 학력
- 서울대학교 (축산학 / 학사)
- 서울대학교 (가축사양학 / 석사)
- 미시간 주립 대학교 (가축영양학 / 박사)

## 경력
- 고려대학교 식품공학과 교수
- 고려대학교 생명공학연구소 소장
- 고려대학교 생물공학학회 학회장
- 한국영양학회 부회장
- 한국가금학회 회장
- 미래생명자원 고문

## 생애
미시간 주립 대학교 방문교수로서 2004년 수용자의 영양상태를 파악해 향후 급식관리에 활용하기 위해 실시한 장기복역자 정밀 건강검진 및 건강영양조사에 영양학 전문가로 참여했다. 이후 2008년 7월 29일 정년교원 합동퇴임식을 인촌기념관에서 가졌고 동년 8월 31일 정년퇴임하였다.

### 사망
2024년 3월 25일 사망했다. 향년 81세.